# Гаркавый, Леонид Трофимович
Леонид Трофимович Гаркавый — советский государственный деятель, председатель Бийского горисполкома (1950—1980).
Родился в 1910 году в Волковысском районе Гродненской области (Белоруссия).
С 1926 г. работал киномехаником. С 1932 г. кадровый военный.
Участник Великой Отечественной войны, старший лейтенант, комиссар 2 батальона 778 стрелкового полка 388 стрелковой дивизии отдельной Приморской армии. Во время обороны Севастополя 27 июня 1942 г. получил тяжелое ранение, эвакуирован на одном из последних кораблей, покидавших прибрежную акваторию города.
Демобилизован в июне 1943 г. после второго тяжёлого ранения, после чего переехал в Бийск. Работал секретарём парткома ВКП (б) на котельном заводе, затем первым секретарём Промышленного райкома партии.
С 15 февраля 1950 по 1980 год — председатель Бийского горисполкома. За период его руководства население города увеличилось со 100 тысяч до 214 тысяч человек.
Награждён орденами Ленина, Отечественной войны 1 и 2 степеней, Трудового Красного Знамени, «Знак Почёта», 15 медалями.
Умер в 1988 году.